# Dzeberkoi
Dzeberkoi - Дзеберкой (rus) - és un poble del krai de Krasnodar, a Rússia. Es troba als vessants del Caucas occidental, a la vora del riu Dzeberkoi, prop de la riba nord-oriental de la mar Negra, a 5 km al sud-est de Tuapsé i a 108 km al sud de Krasnodar.
Pertany al poble de Xepsi.